# Arquitectura de Bolívar

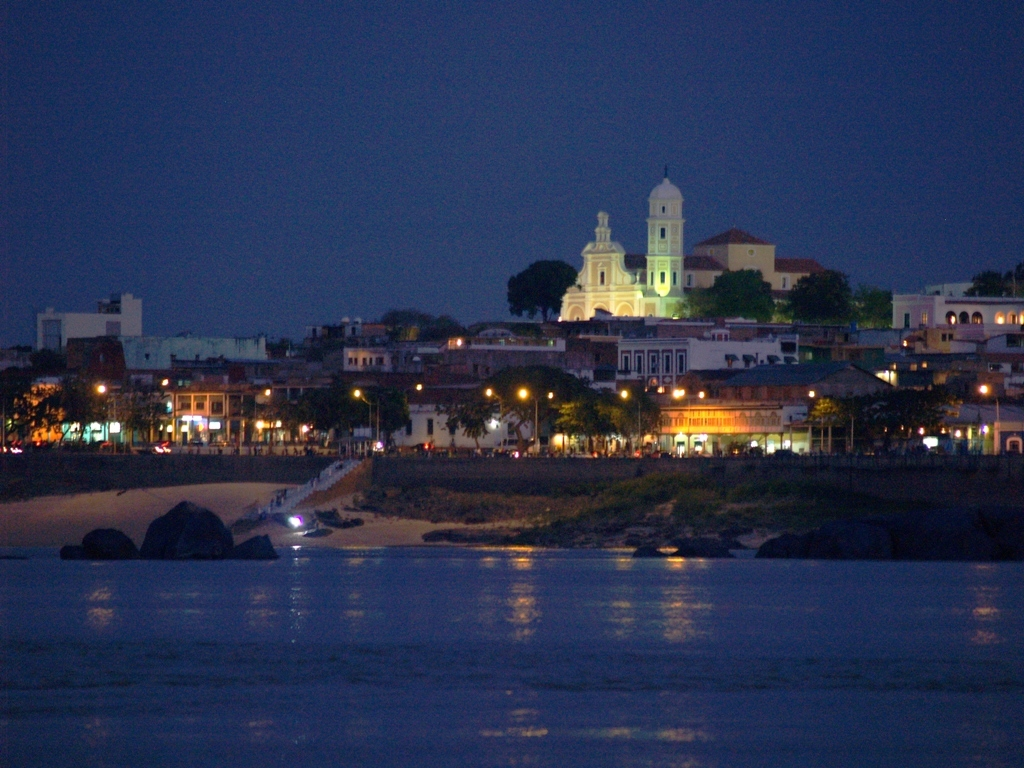
El centro histórico de Ciudad Bolívar fue declarado patrimonio nacional en 1976.

La arquitectura de Bolívar se refiere al conjunto de estilos arquitectónicos y constructivos que han ido apareciendo a lo largo de la historia del estado Bolívar, en Venezuela.
El centro histórico de Ciudad Bolívar fue declarado en 1976 patrimonio nacional.

## Historia

### SigloXVIII
La ubicación de la capital se movió al lugar de la actual Ciudad Bolívar, siendo fundada como Angostura en 1764 y levantada encima de una colina por razones militares y para evitar crecidas del río Orinoco. Su edificación fue difícil debido a incendios y fenómenos telúricos.

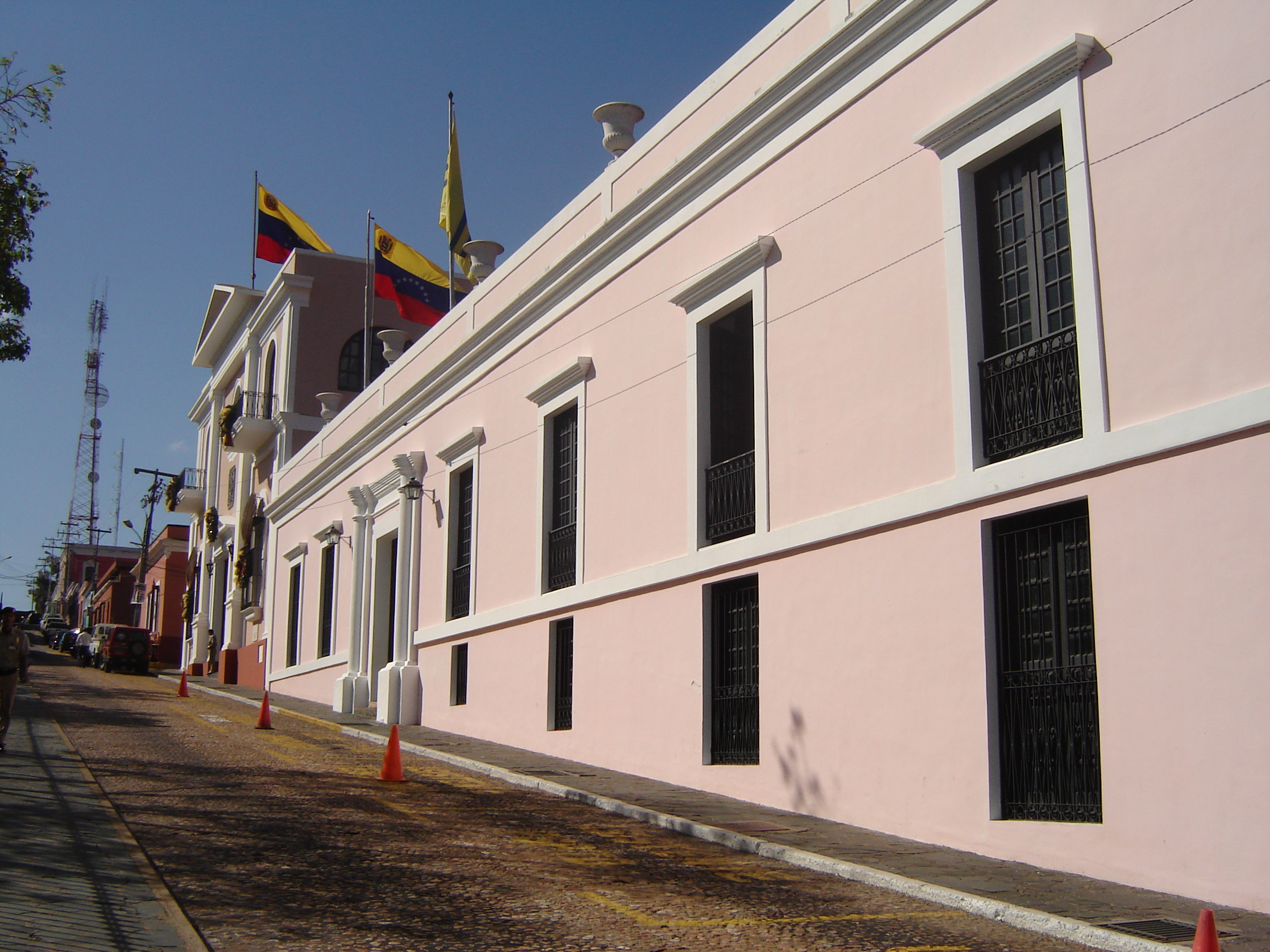
Casa del Congreso de Angostura (1777)

### SigloXIX

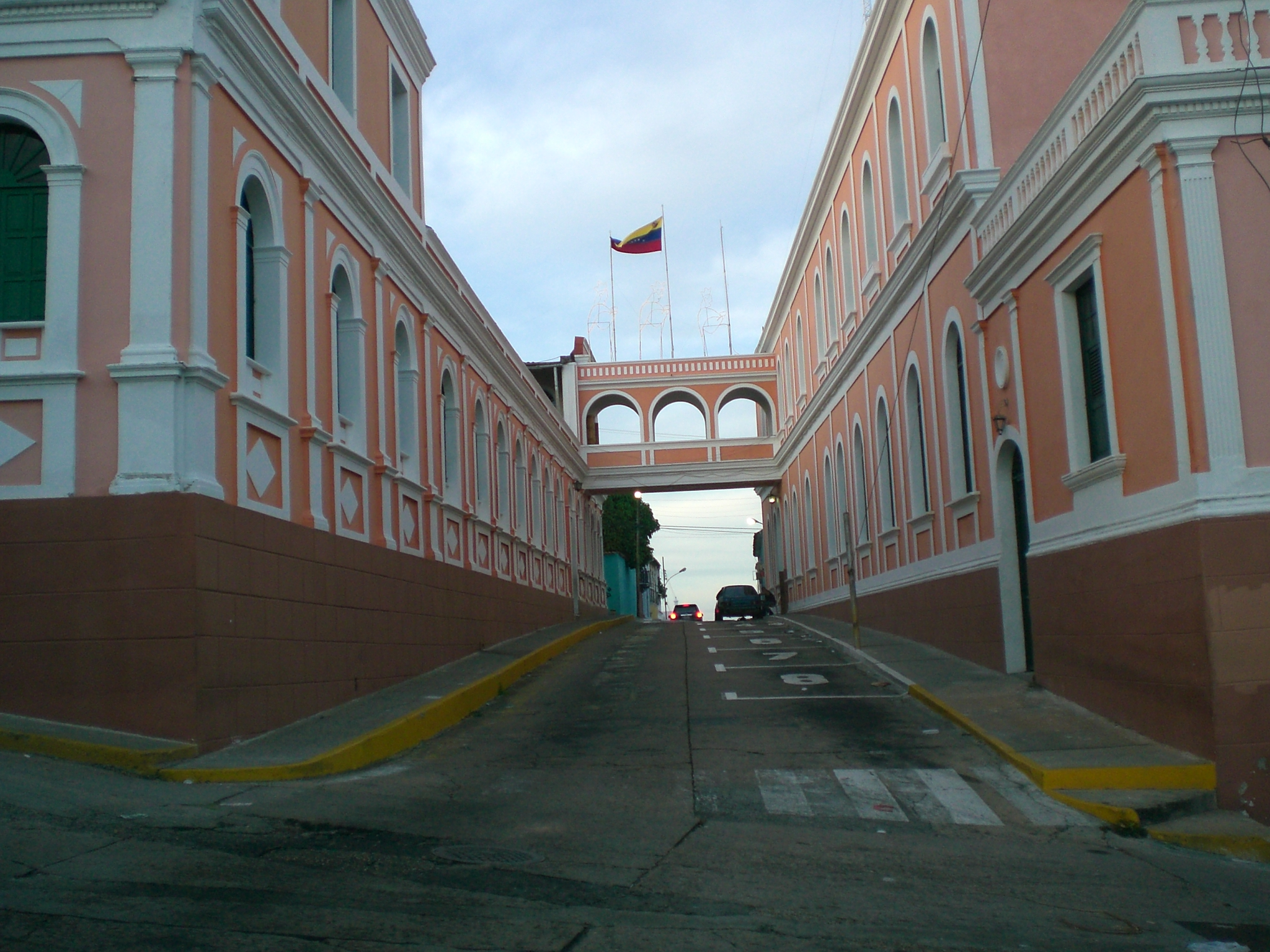
Palacio Municipal de Heres (1842)
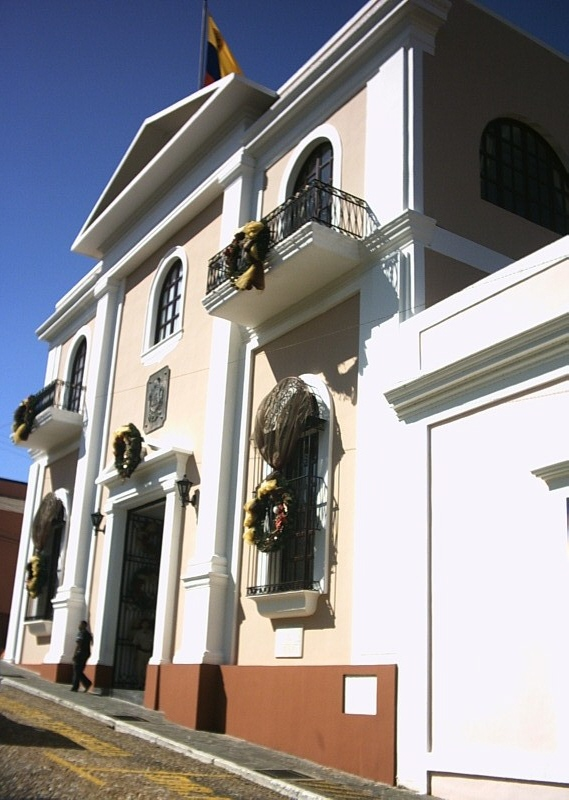
Palacio de Gobierno del Estado Bolívar (1867)

### SigloXX

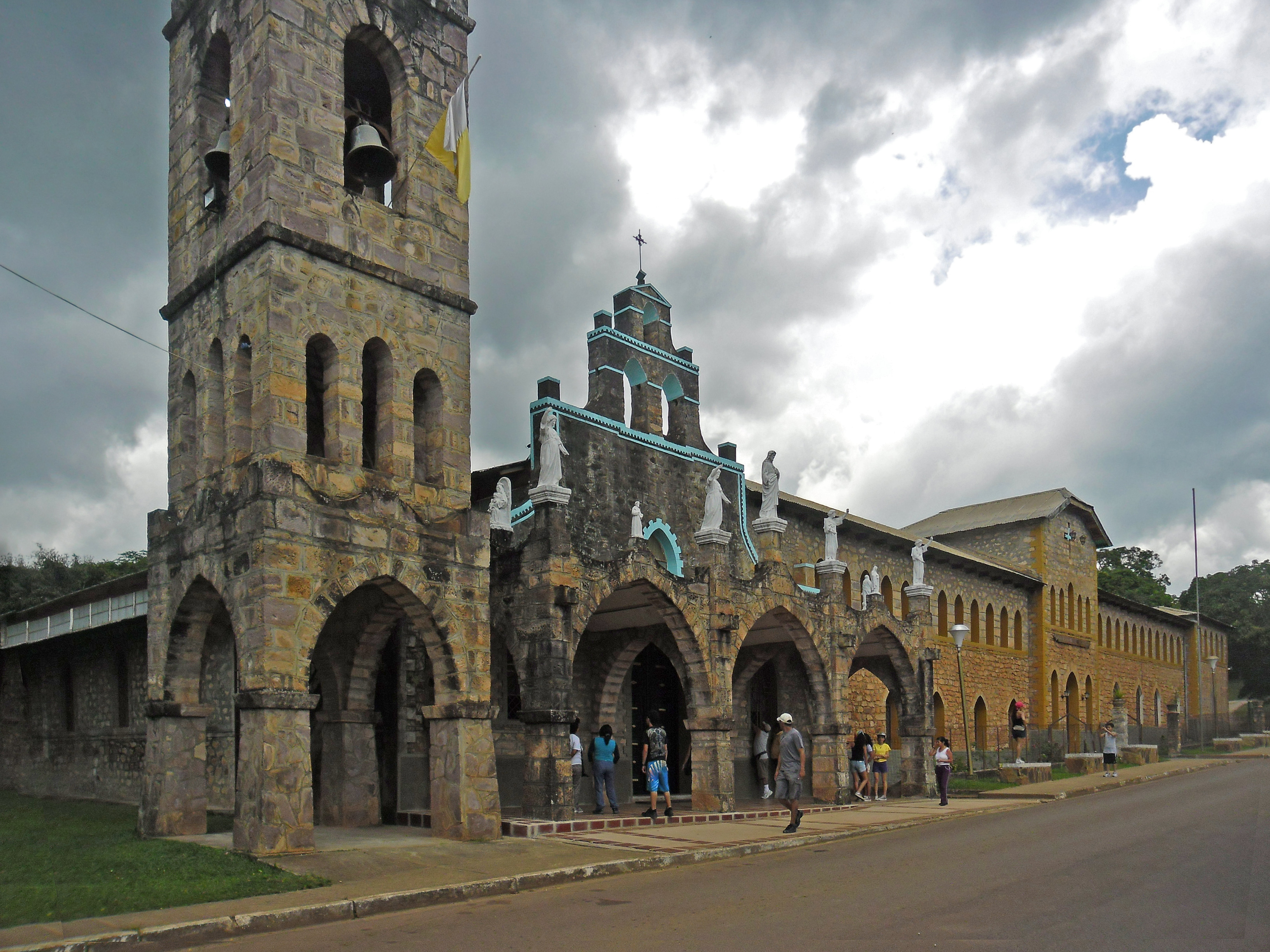
Catedral de Santa Elena (c. 1950s)
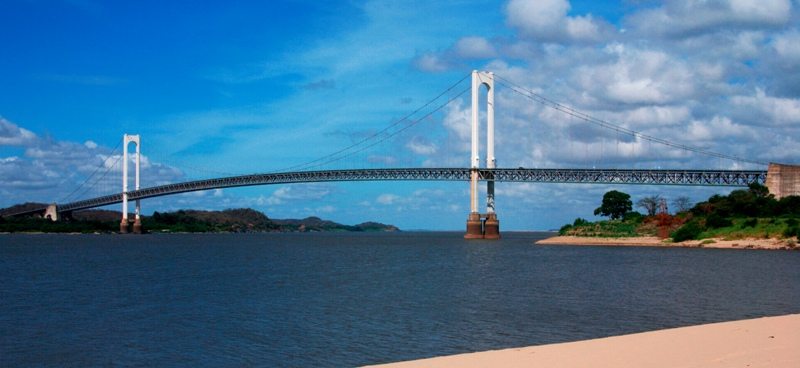
Puente de Angostura (1967)
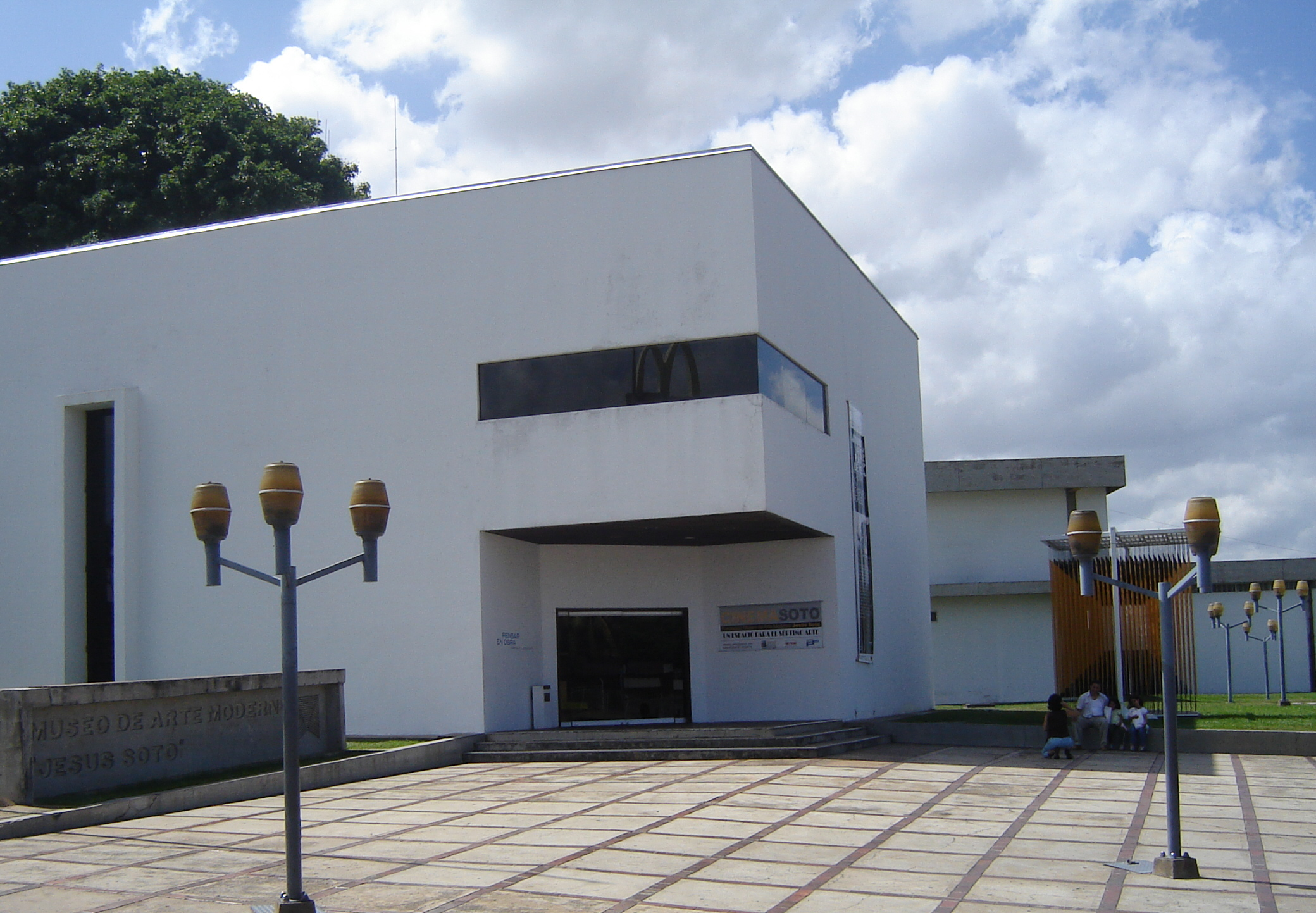
Museo de Arte Moderno Jesús Soto (1973)
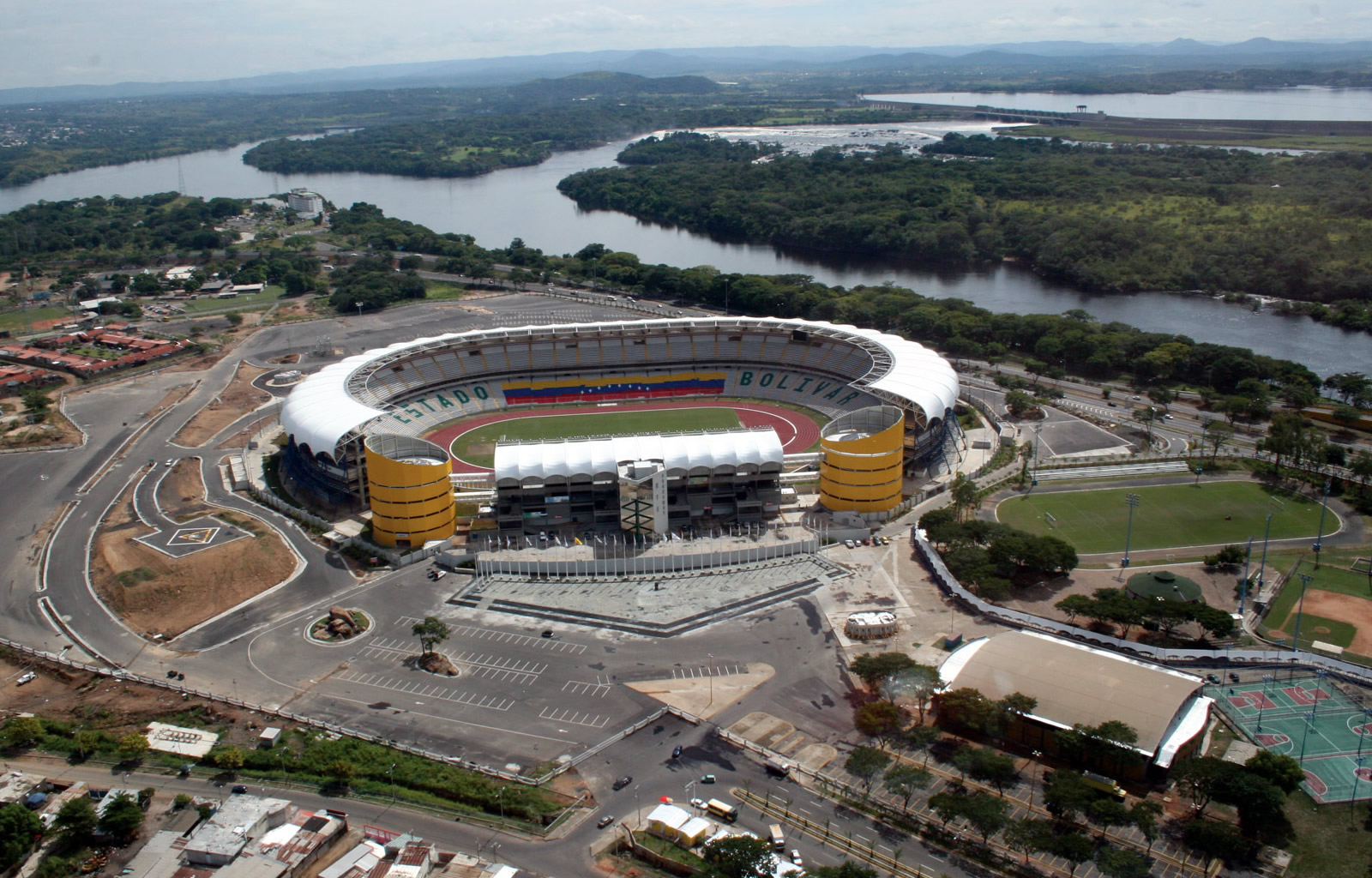
CTE Cachamay (1980)

En 1992 se concluyó la construcción en San Félix de la Concha Acústica, también conocida como Foro Orinoco, ubicado en el malecón, obra del arquitecto Oscar Tenreiro.

### SigloXXI

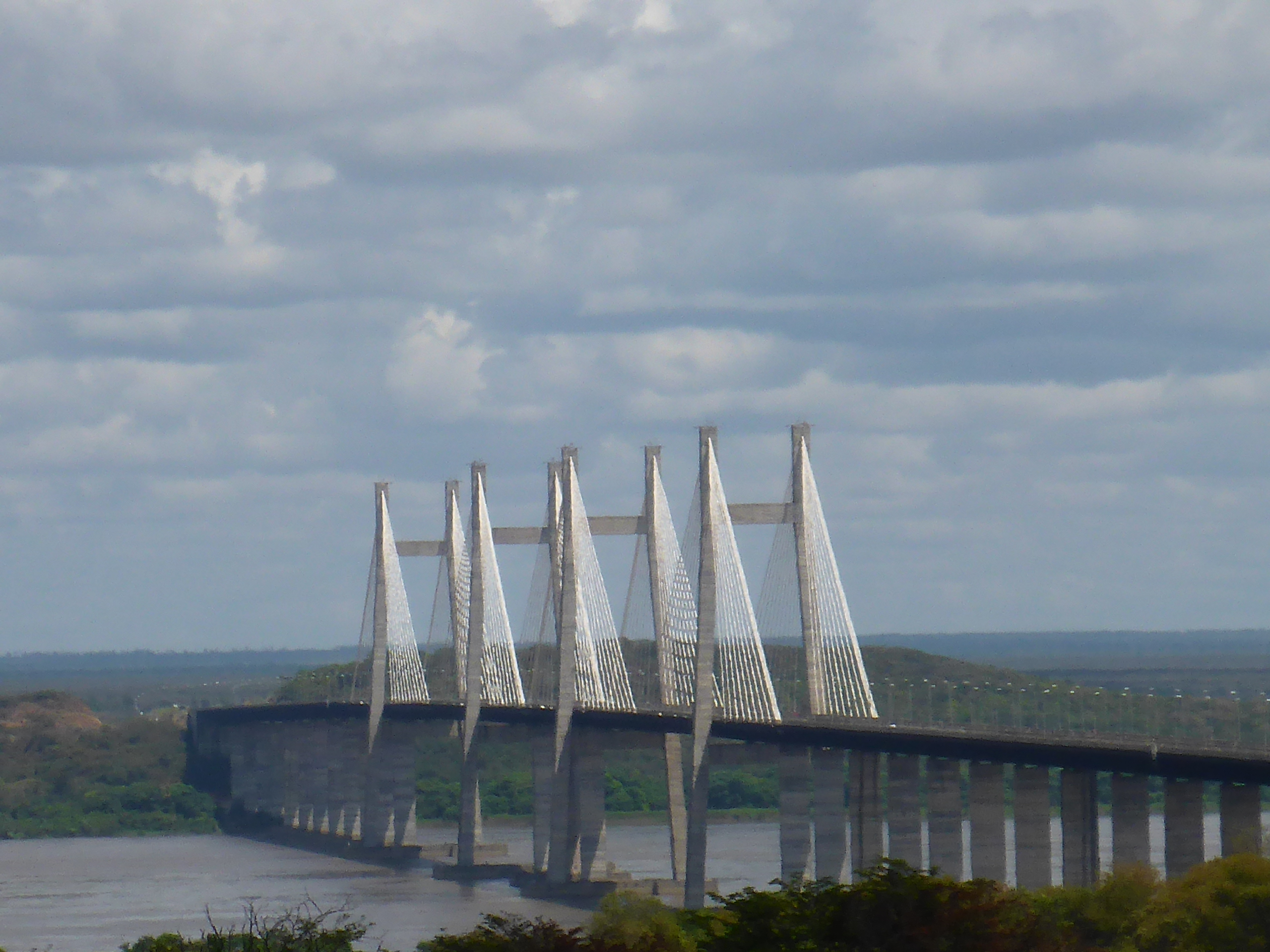
Puente Orinoquia (2006)